# Emmanuel Houcou
Emmanuel Houcou (né le 14 février 2003 à Schœlcher) est un coureur cycliste français.

## Biographie

### Débuts cyclistes et carrière chez les amateurs
Originaire de Martinique, Emmanuel Houcou pratique le cyclisme depuis l'âge de quatre ans avant d'être formé au club Madina Bikers.  
En 2019, alors qu'il court en catégorie de jeunes, il s'impose dans plusieurs disciplines : à huit reprises sur route et à neuf reprises en VTT, dont un titre de champion régional chez les cadets. Ses bons résultats lui permettent d'intégrer le Pôle France Jeune Ultramarin à Hyères. Il découvre aussi la piste, à l'occasion d'un stage,. 
En 2020, il est incorporé dans l'effectif du VS Hyérois, lui-même affilié à la Team Cycliste Azuréen Juniors. Il conserve toutefois sa licence au club Madinia Bikers. Dans le même temps, il intègre l'équipe de France sur piste. On le retrouve ainsi au départ des championnats d'Europe juniors de 2021, disputés à Apeldoorn. Sous les couleurs tricolores, il finit deuxième de la poursuite par équipes. 
En 2022, il rejoint l'AVC Aix-en-Provence. Toujours actif sur piste, il devient champion de France de poursuite par équipes, aux côtés de ses coéquipiers Corentin Ermenault, Cédric Monge et Hugo Pommelet. Il participe aussi à diverses compétitions sur route, d'abord en deuxième catégorie. 
Lors de la saison 2024, il remporte le Grand Prix d'Is-sur-Tille et une étape du Tour Nivernais Morvan. Sur piste, il s'adjuge la médaille d'argent dans la course à l'élimination aux championnats d'Europe espoirs. Il termine par ailleurs deuxième de Paris-Troyes, une épreuve inscrite au calendrier de l'UCI Europe Tour. Grâce à ses performances, il signe un contrat avec la réserve de l'équipe Arkéa-B&B Hôtels.

### Carrière professionnelle
En 2025, Emmanuel Houcou devient le premier cycliste martiniquais à passer professionnel. Il ne délaisse pas pour autant ses études en poursuivant une licence STAPS à l'université d'Aix-Marseille, où il bénéficie d'un programme aménagé.
En avril 2025, il est annoncé au départ de Paris-Roubaix espoirs.

## Palmarès sur route

### Par années
- 2024
  - Grand Prix d'Is-sur-Tille
  - 4e étape du Tour Nivernais Morvan
  - 3e étape du Tour de Moselle
  - 2e du Circuit des Quatre Cantons
  - 2e de Paris-Troyes
- 2025
  - 4e, 5e (contre-la-montre par équipes) et 6e épreuves du Circuit des plages vendéennes
  - 1re étape de l'Orlen Nations Grand Prix
  - 1re étape du Tour Alsace (contre-la-montre par équipes)
  - 2e du Youngster Coast Challenge

### Classements mondiaux
| Année                                 | 2024  |
| ------------------------------------- | ----- |
| Classement mondial                    | 1318e |
|                                       |       |
| Légende : nc = non classéSource : UCI |       |

## Palmarès sur piste

### Championnats d'Europe
| Édition / Épreuve        | Poursuite par équipes | Élimination |
| Apeldoorn 2021 (juniors) | Argent                |             |
| Cottbus 2024 (espoirs)   |                       | Argent      |
| Anadia 2025 (espoirs)    |                       | Argent      |

### Championnats nationaux
- Hyères 2022
  -  Champion de France de poursuite par équipes (avec Corentin Ermenault, Cédric Monge et Hugo Pommelet)